# Никола Янакиев
Никола Димитров Янакиев е български офицер, генерал-майор от генералния щаб, началник на щаба на 1-ва бригада от 4-та пехотна преславска дивизия през Балканската (1912 – 1913) и Междусъюзническата война (1913), началник на щаба на 8-а пехотна тунджанска дивизия (1915 – 1917) и командир на 1-ва бригада в 8-а пехотна тунджанска дивизия (1917 – 1918) през Първата световна война (1915 – 1918).

## Биография
Никола Янакиев е роден на 23 юни 1871 г. в Сестримо. На 9 август 1889 постъпва на военна служба. На 2 август 1892 г. завършва Военното на Негово Княжеско Височествто училище, произведен е в чин подпоручик и зачислен в пехотата. На 2 август 1895 е произведен в чин поручик, а през 1900 г. е помощник ротен командир в 9-и пехотен пловдивски полк. През 1901 г. е произведен в чин капитан. През 1905 г. като капитан от Военното училище в София е командирован за обучение в Николаевската академия на ГЩ в Санкт Петербург, която завършва през 1908 г. През 1909 г. служи като командир на рота от 27-и пехотен чепински полк, през 1910 г. е произведен в чин майор, а от 1911 г. е старши адютант в 4-та пехотна преславска дивизия.
През Балканската (1912 – 1913) и Междусъюзническата война (1913) майор Янакиев е началник на щаба на 1-ва бригада от 4-та пехотна преславска дивизия. На 18 декември 1913 г. е произведен в чин подполковник, а през 1915 г. е назначен за началник на учебно-строевата секция в Щаба на армията. По време на Първата световна война (1915 – 1918) подполковник Янакиев първоначално е началник на щаба на 8-а пехотна тунджанска дивизия (1915 – 1917), като в периода (6 май 1916 – 30 декември 1917) командва 12-и пехотен балкански полк, като на 16 март 1917 е произведен в чин полковник, след което поема командването на 1-ва бригада от дивизията. През 1917 г. съгласно заповед № 679 по Действащата армия за бойни отличия през войната е награден с Военен орден „За храброст“ IV степен 1 клас, а съгласно заповед № 355 по Министерството на войната като командир на 12-и пехотен балкански полк е награден с Военен орден „За храброст“ III степен 2 клас.
Съгласно регентска заповед № 88 от 1919 г., считано от 6 май 1936 г. е произведен в чин о. з. генерал-майор. Автор е на поемата„България през вековете”.  На 7 май 1942г. в Хасково е устроено публично представяне на поемата на полковник Никола Янакиев „България през вековете” от Съветът на запасното воинство в града. По този повод Никола Генков пише дописка, публикувана във вестник „България на запасното воинство”, бр.71/18.05.1942г., в която отбелязва: „На 7-ми май т.г. местния съвет на запасното воинство устрои публична сказка-четене, на която полковник Никола Д.Янакиев даде извадки с пояснения от своята поетична творба „България през вековете”. Г-нъ полковникъ Янакиев е един от командирите на родопци, които през войната 1914-1918 година ги води към слава и победи. Посещението бе масово. Всеки искаше да чуе „Виденията на стария воин”. Изнесеното от него възкреси спомени за онова славно минало, когато се създаваха легенди и се творяха епопеи. Той с направените пояснения, свързани с днешното ни положение  внесе бодрост  и вяра в светлото бъдеще на България и подчерта, че днешните ни исторически моменти изискват единение и обединение около Трона и нашия Цар.”

## Военни звания
- Подпоручик (2 август 1892)
- Поручик (2 август 1895)
- Капитан (1901)
- Майор (1910)
- Подполковник (18 декември 1913)
- Полковник (16 март 1917)
- Генерал-майор (1919), считано от 6 май 1936

## Награди
- Военен орден „За храброст“ IV степен 2 клас
- Военен орден „За храброст“ IV степен 1 клас (1917)
- Военен орден „За храброст“ III степен 2 клас (1921)
- Орден Св. Александър V степен с мечове по средата